# Ricardo Manuel Ferreira Sousa
Ricardo Manuel Ferreiras Sousa, conosciuto come Cadú (Paços de Ferreira, 21 dicembre 1981), è un allenatore di calcio ed ex calciatore portoghese, di ruolo difensore.

## Carriera

### Club
Si trasferisce dal Boavista al Cluj nell'estate del 2006 per 750 000 euro.

## Palmarès

### Club

#### Competizioni nazionali
- Campionato rumeno: 3

CFR Cluj: 2007-2008, 2009-2010, 2011-2012
- Coppa di Romania: 3

CFR Cluj: 2007-2008, 2008-2009, 2009-2010
- Supercoppa di Romania: 2

CFR Cluj: 2009, 2010